# Tindley Peaks
Die Tindley Peaks sind eine Gruppe bis zu 760 m hoher Berge an der Rymill-Küste des Palmerlands auf der Antarktischen Halbinsel. Sie ragen zwischen den Christie Peaks und dem McArthur-Gletscher in den Batterbee Mountains auf.
Das UK Antarctic Place-Names Committee benannte sie 1977 nach Roger Charles Tindley (* 1950), Assistent und Mechaniker des British Antarctic Survey am Fossil Bluff zwischen 1973 und 1975.